# Корпус національної поліції Іспанії
Корпус національної поліції (ісп. Cuerpo Nacional de Policía, CNP ;[ˈkweɾpo naθjoˈnal de poliˈθi.a]; також відома просто як Національна поліція, Policía Nacional ) — національна цивільна поліція Іспанії. CNP в основному відповідає за охорону поліції в міських районах, тоді як за охорону поліції в сільській місцевості, як правило, відповідає Цивільна гвардія, іспанська національна жандармерія. CNP діє під керівництвом Міністерства внутрішніх справ Іспанії. Вони переважно займаються кримінальними розслідуваннями, судовими справами, справами тероризму та імміграції. Повноваження Корпусу національної поліції відрізняються залежно від автономних співтовариств. Наприклад, Ertzaintza в Країні Басків і Mossos d'Esquadra в Каталонії є основними поліцейськими установами. У Наваррі вони поділяють деякі обов'язки спільно з Policía Foral (Foruzaingoa).

## Історія
Органічний закон 1986 року, який об’єднав окремі підрозділи національної поліції в уніформі та в цивільному, був серйозною реформою, яка вимагала значного періоду часу, щоб повністю ввести в дію. Колишня служба в цивільному, відома як Вищий поліцейський корпус (Cuerpo Superior de Policía), але часто згадується як «таємна поліція», раніше Корпус генеральної поліції (Cuerpo General de Policía), складався з близько 9000 офіцерів. До 1986 року він виконував наглядову та координаційну роль у поліцейських операціях, проводив спостереження всередині країни, збирав розвідувальні дані, розслідував серйозні злочини, видавав документи, що посвідчують особу, і підтримував зв’язок з іноземними поліцейськими силами.
Служба у формі, корпус збройної поліції (Cuerpo de Policía Armada), яка стала основою нинішньої Національної поліції в 1978 році, була повністю окремою організацією з приблизно 50 000 офіцерів, включаючи невелику кількість жінок-новобранців, які вперше були прийняті на навчання в 1984 році. Генеральний директор Корпусу національної поліції, старший чиновник Міністерства внутрішніх справ, керував 13 регіональними штабами, 50 провінційними офісами та приблизно 190 муніципальними поліцейськими відділками. У дев'яти найбільших містах окремі райони міста обслуговували декілька районних відділень міліції. Начальник поліції кожної дільниці керував як офіцерами у формі, так і офіцерами в цивільному, прикріпленими до дільниці. Централізована група спеціальних операцій (Grupo Especial de Operaciones—GEO) був елітним бойовим підрозділом, навченим для боротьби з тероризмом і захопленням заручників.

## Обов'язки
Обов'язки регулюються Основним законом 2/1986 від 13 березня 1986 року.
1. Видача документів, що посвідчують особу – паспортів та ідентифікаційних карток.
2. Контролювати надходження та виїзди іноземців та іспанців.
3. Імміграційне право, притулок і притулок, екстрадиція та видворення.
4. Захист від азартних ігор
5. Боротьба з наркотиками
6. Співпраця з Інтерполом та Європолом.
7. Контроль приватних охоронних підприємств
8. Загальна правоохоронна діяльність та карний розшук.

## Доступ і навчання

### Вимоги
- Бути народженим або натуралізованим громадянином Іспанії
- Бути старше 18 років.
- Бути щонайменше 1.65 метри зростом, для чоловіків, і 1.60 метри для жінок
- Не були засуджені за шахрайство або звільнені місцевими, регіональними чи національними органами влади, або не були позбавлені права займати державні посади.
- Мати водійські права категорії, визначеної урядом.

## Галерея
|                    |
| Citroën C4 Picasso |

|                        |
| Mercedes-Benz Sprinter |

|                  |
| Eurocopter EC120 |

|        |
| VAMTAC |

|               |
| Citroën Jumpy |